# Стармуж
Стармуж — деревня в Бабаевском районе Вологодской области.
Входит в состав Пожарского сельского поселения, с точки зрения административно-территориального деления — в Пожарский сельсовет.
Расстояние по автодороге до районного центра Бабаево составляет 73 км, до центра муниципального образования деревни Пожара — 3 км. Ближайшие населённые пункты — Андроново, Дийково, Пожара.
Население по данным переписи 2002 года — 7 человек.